# 블럭 스트라이크
블럭 스트라이크(Block Strike)는 Rexet Studio가 제작한 비디오 게임이다.

## 다운로드
현재는 1000만을 넘어섰다.

## 개발 및 출시
2015년 12월 4일 러시아 회사인 Rexet Studio에서 출시되었다.

## 특징
총과 근접 무기로 싸우는 온라인 멀티플레이어 게임이다.